# 박영근 (음악가)
박영근(朴英根, 1947년 2월 4일~2016년 3월 7일)은 대한민국의 음악가 겸 작곡가이자 서양 고전 클래식 음악 교육인이다. 한양대학교 음악대학 작곡과 학사 및 동 대학원 음악학과 음악학 석사 과정을 나왔다. 한양대학교 음악대학 음악학과 교수(2012년 8월 이후 동교 명예교수)를 지냈다.